# Peter van Eyck
Peter van Eyck, właśc. Götz von Eick (ur. 16 lipca 1911, zm. 15 lipca 1969) – amerykański aktor filmowy niemieckiego pochodzenia. 

## Biografia
Peter van Eyck urodził się jako Götz von Eick w niemieckiej, arystokratycznej rodzinie w niedużym majątku Steinwehr, który obecnie nazywa się Kamienny Jaz i znajduje się na terytorium Polski. W latach 20. studiował muzykę w Berlinie. W następnej dekadzie przeniósł się do Paryża, a następnie mieszkał w Londynie, Tunisie, Algierze i na Kubie, by ostatecznie osiąść w Nowym Jorku. Utrzymywał się tam z grania w knajpach na pianinie i pisania utworów dla kabaretów i niedużych rewii. Dzięki temu „otarł się” o świat filmu, który go zafascynował. Jak większość ludzi marzących o karierze aktorskiej w Ameryce w tamtym okresie, postanowił wyjechać do Hollywood. Początkowo pracował tam jako kierowca ciężarówki, jednak dzięki znajomościom wyniesionym z Nowego Jorku i pomocy Billy'ego Wildera znalazł pracę w radio, a następnie był angażowany w epizodach filmowych, głównie wojennych filmach propagandowych. W 1943 w filmie propagandowym Dzieci Hitlera miał miejsce jego debiut filmowy. W tym samym roku otrzymał amerykańskie obywatelstwo i został powołany do armii, w której służył jako młodszy oficer. Ze względu na pochodzenie i znajomość języka do 1948 roku służył w okupowanych Niemczech. W 1949 w niemieckim filmie Hello, Fraulein! zagrał swoją pierwszą, dużą rolę filmową. Międzynarodowe uznanie i status gwiazdy przyniósł mu głośny film Clouzota Cena strachu z 1953.
Ze względu na „nordycki wygląd” i pochodzenie, w amerykańskich w filmach najczęściej był obsadzany w rolach nazistów (SS-manów i niemieckich oficerów). Role w obrazach europejskich oferowały mu o wiele szerszą gamę postaci filmowych i świadczyły o tym, że potrafił się jednak wymykać stereotypom (czego najlepszym przykładem według krytyków jest chociażby rola "Bimby" w Cenie strachu z 1953 Clouzota). Jego domeną, były niemal wyłącznie filmy wojenne i sensacyjno-szpiegowskie.
Wystąpił w ponad 80 filmach i kilkunastu serialach TV – niejednokrotnie dziełach znanych reżyserów (Edward Dmytryk, Billy Wilder, Henri-Georges Clouzot, Orson Welles, Robert Aldrich, Fritz Lang), u boku wielkich gwiazd kina światowego (Errol Flynn, Humphrey Bogart, Jean Gabin, Yves Montand, Gregory Peck, Tony Curtis, Richard Widmark, Lee Marvin, Richard Burton, Henry Fonda, Curd Jürgens, Robert Mitchum, John Wayne, John Gielgud, Brigitte Bardot, Sean Connery). 
Zmarł w Szwajcarii w wieku 57 lat na sepsę, dzień przed swoimi kolejnymi urodzinami. 

## Życie osobiste
Był dwukrotnie żonaty. W latach 40. przez krótki okres był mężem amerykańskiej aktorki Ruth Ford, którą poślubił w 1940 roku i z którą miał córkę Shelley. Jego drugą żoną była Inge von Voris, z którą tworzył udany związek aż do jego śmierci. Z drugiego małżeństwa miał dwie córki: Kristine i Claudię.   

## Wybrana filmografia
- 1943 – Dzieci Hitlera (aresztowany sierżant)
- 1943 – Na progu ciemności (niemiecki żołnierz)
- 1943 – Konwój (niemiecki podoficer)
- 1943 – Poza podejrzeniem (oficer Gestapo w księgarni)
- 1943 – Pięć grobów na drodze do Kairu (porucznik Schwegler)
- 1944 – Oszust (Hafner, przyjaciel Clementa)
- 1949 – Hello, Fraulein! (Tom Keller)
- 1951 – Pustynny lis (niemiecki oficer)
- 1953 – Cena strachu (Bimba)
- 1954 – Ciemne sprawki (kapitan Siergiej "Petey" Pietrochin)
- 1955 – Pan Arkadin (Thaddeus)
- 1955 – Na tropie (Franck Richter)
- 1955 – Kulka dla Joeya (Eric Hartman)
- 1956 – Atak (oficer SS)
- 1957 – Każdy może mnie zabić (Cyril Gad)
- 1957 – Zemsta zza grobu (Max Freminger)
- 1958 – Rosemarie wśród milionerów (Fribert)
- 1959 – Reszta jest milczeniem (Paul Claudius)
- 1960 – Tysiąc oczu doktora Mabuse (Henry B. Travers)
- 1962 – Najdłuższy dzień (pułkownik Ocker)
- 1965 – Szpieg, który przyszedł z zimnej strefy (Hans-Dieter Mundt)
- 1968 – Heidi (doktor Raboux)
- 1968 – Zabójstwo na zlecenie (Walter Green)
- 1968 – Shalako (baron von Hallstatt)
- 1969 – Most na Renie (gen. von Brock)